# Tanjung Gelang
Tanjung Gelang is een bestuurslaag in het regentschap Rejang Lebong van de provincie Bengkulu, Indonesië. Tanjung Gelang telt 687 inwoners (volkstelling 2010).